# 高橋憲明
高橋 憲明（たかはし のりあき、1936年 - ）は、日本の物理学者。
専門は原子核物理学、理科教育。物理学が育まれた大阪の地と、理科離れの克服に関心を寄せている。2003年4月から大阪市立科学館の館長を務めていた。大阪府茨木市出身。

## 略歴

### 学歴
高槻高等学校を経て、大阪大学理学部物理学科を卒業。大阪大学大学院理学研究科修士課程、同博士課程修了。（理学博士）

### 職歴
大阪大学理学部助手、ボン大学客員教授、大阪大学教養部助教授を経て同理学部教授に就任。退職後は同名誉教授、大阪学院大学流通科学部名誉教授、大阪市立科学館館長。

## 主な業績
- スピン偏極した不安定核ビーム生成法の開発
- 凝縮系中の不純物の核物理的研究

### 共著
- （広岡正彦）『力学――質点力学を中心にして』（培風館）